# Liste der Biografien/Dod
Liste der Biografien |
Portal Biografien |
Personensuche
# |
A |
B |
C |
D |
E |
F |
G |
H |
I |
J |
K |
L |
M |
N |
O |
P |
Q |
R |
S |
T |
U |
V |
W |
X |
Y |
Z |
?
 
Da |
Db |
Dc |
Dd |
De |
Dg |
Dh |
Di |
Dj |
Dk |
Dl |
Dm |
Dn |
Do |
Dq |
Dr |
Ds |
Du |
Dv |
Dw |
Dy |
Dz
 
Doa |
Dob |
Doc |
Dod |
Doe |
Dof |
Dog |
Doh |
Doi |
Doj |
Dok |
Dol |
Dom |
Don |
Doo |
Dop |
Doq |
Dor |
Dos |
Dot |
Dou |
Dov |
Dow |
Dox |
Doy |
Doz
Die Liste der Biografien führt alle Personen auf, die in der deutschsprachigen Wikipedia einen Artikel haben. Dieses ist eine Teilliste mit 215 Einträgen von Personen, deren Namen mit den Buchstaben „Dod“ beginnt.

## Dod
- Dod Mantle, Anthony (* 1955), britischer Kameramann
- Dod, Charlotte (1871–1960), englische Tennisspielerin
- Dod, Elmar (* 1947), deutscher Schriftsteller, Philosoph und Pädagoge
- Dod, William (1867–1954), englischer Bogenschütze und Olympiasieger

### Doda
- Doda, Bajazid (1888–1933), albanischer Ethnograph, Fotograf und Autor
- Doda, Mesila (* 1971), albanische Politikerin
- Doda, Prenk Bib (1860–1919), albanischer General
- Doda, Trajan (1822–1895), österreich-ungarischer Generalmajor, Politiker und Autor
- Doda, Zbigniew (1931–2013), polnischer Schachspieler
- Dodaj, Arjan (* 1977), albanischer römisch-katholischer Geistlicher, Erzbischof von Tirana-Durrës
- Dodal, Karel (1900–1986), tschechischer Trickfilmregisseur
- Dodalová, Irena (1900–1989), tschechoslowakische Regisseurin, Filmproduzentin, Drehbuchautorin, Pädagogin
- Đodan, Šime (1927–2007), kroatischer Politiker
- Dodangoda, Indika (* 1972), sri-lankischer Snookerspieler
- Dodani, Nik (* 1993), US-amerikanischer Schauspieler und ComedianNik Dodani (* 1993)

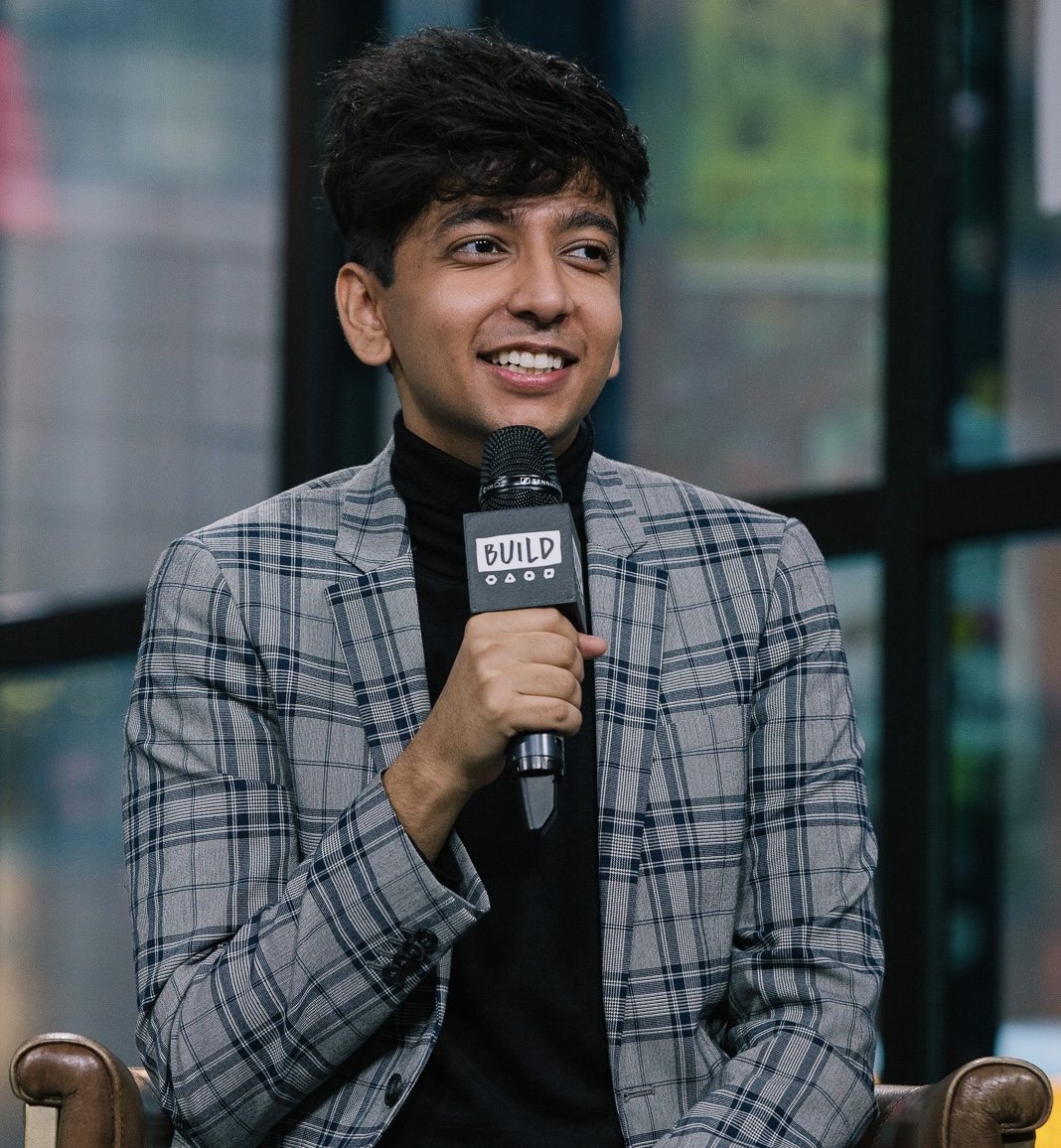
Nik Dodani (* 1993)

- Dodaro, Robert (* 1955), US-amerikanischer römisch-katholischer Theologe
- Dodart, Denis (1634–1707), französischer Arzt und Botaniker
- Dodaschwili, Solomon (1805–1836), georgischer Philosoph, Lehrer, Journalist und Belletrist
- Dodate, Kento (* 1992), japanischer Fußballspieler

### Dodb
- Dodbiba, Pirro (1925–2004), albanischer kommunistischer Politiker

### Dodd
- Dodd, Aaron (1948–2010), US-amerikanischer Jazz-Tubist
- Dodd, Bill (1909–1991), US-amerikanischer Politiker
- Dodd, Cathal J. (* 1956), irisch-kanadischer Synchronsprecher und Sänger
- Dodd, Charles Harold (1884–1973), walisischer Theologe und Bibelwissenschaftler
- Dodd, Chase (* 2003), US-amerikanischer Wasserballspieler
- Dodd, Chris (* 1944), US-amerikanischer Politiker
- Dodd, Chris (* 1951), britischer Radrennfahrer
- Dodd, Christina (* 1957), US-amerikanische Romance-Autorin
- Dodd, Claire (1911–1973), US-amerikanische Schauspielerin und Tänzerin
- Dodd, Coxsone (1932–2004), jamaikanischer Reggae-Musiker und Schallplattenproduzent
- Dodd, Deryl (* 1964), US-amerikanischer Countrysänger
- Dodd, Ed (1902–1991), US-amerikanischer Comic-Künstler und Cartoonist
- Dodd, Edward (1805–1891), US-amerikanischer Politiker
- Dodd, Francis (1874–1949), britischer Maler, Zeichner und Radierer
- Dodd, George (1883–1957), südafrikanischer Tennisspieler
- Dodd, Hannah (* 1995), britische Schauspielerin und Model
- Dodd, Jason (* 1970), englischer Fußballspieler und -trainer
- Dodd, Karl (* 1980), australischer Fußballspieler und -trainer
- Dodd, Ken (1927–2018), britischer Sänger, Schauspieler und Entertainer
- Dodd, Lawrence C. (* 1946), US-amerikanischer Politikwissenschaftler und Hochschullehrer
- Dodd, Les (* 1954), englischer Snookerspieler
- Dodd, Mark (* 1965), US-amerikanischer Fußballtorhüter
- Dodd, Martha (1908–1990), US-amerikanische Schriftstellerin
- Dodd, Michael (* 1957), US-amerikanischer Beachvolleyballspieler
- Dodd, Norris E. (1879–1968), US-amerikanischer Beamter und Landwirt, Generaldirektor der FAO
- Dodd, Patty (* 1963), US-amerikanische Volleyball- und Beachvolleyballspielerin
- Dodd, Robert (1748–1815), britischer Marinemaler
- Dodd, Ryder (* 2006), US-amerikanischer Wasserballspieler
- Dodd, Samuel (1836–1907), US-amerikanischer Rechtsanwalt im Dienst der Standard Oil Company
- Dodd, Stephen (* 1966), walisischer Berufsgolfer
- Dodd, Thomas J. (1907–1971), US-amerikanischer Politiker (Demokratische Partei)
- Dodd, Tim (* 1985), US-amerikanischer Webvideoproduzent, Fotograf, Musiker und Raumfahreranwärter
- Dodd, Travis (* 1980), australischer Fußballspieler
- Dodd, Walter F. (1880–1960), US-amerikanischer Politikwissenschaftler und Hochschullehrer
- Dodd, Westley Allan (1961–1993), US-amerikanischer Serienmörder
- Dodd, William (1729–1777), britischer Geistlicher, Schriftsteller und Fälscher
- Dodd, William Edward (1869–1940), US-amerikanischer Historiker und Diplomat
- Dodd-Noble, Tom (* 1955), britischer Autorennfahrer und Unternehmer
- Doddi, Mirco (* 1988), italienischer Biathlet
- Doddodo, japanische Musikerin
- Doddridge, Philip (1702–1751), englischer Hymnendichter des Barock
- Doddridge, Philip (1773–1832), US-amerikanischer Politiker
- Dodds, Alfred Amédée (1842–1922), französischer Offizier
- Dodds, Anneliese (* 1978), britische Politikerin (Labour Party und Co-operative Party), MdEP und MPAnneliese Dodds (* 1978)

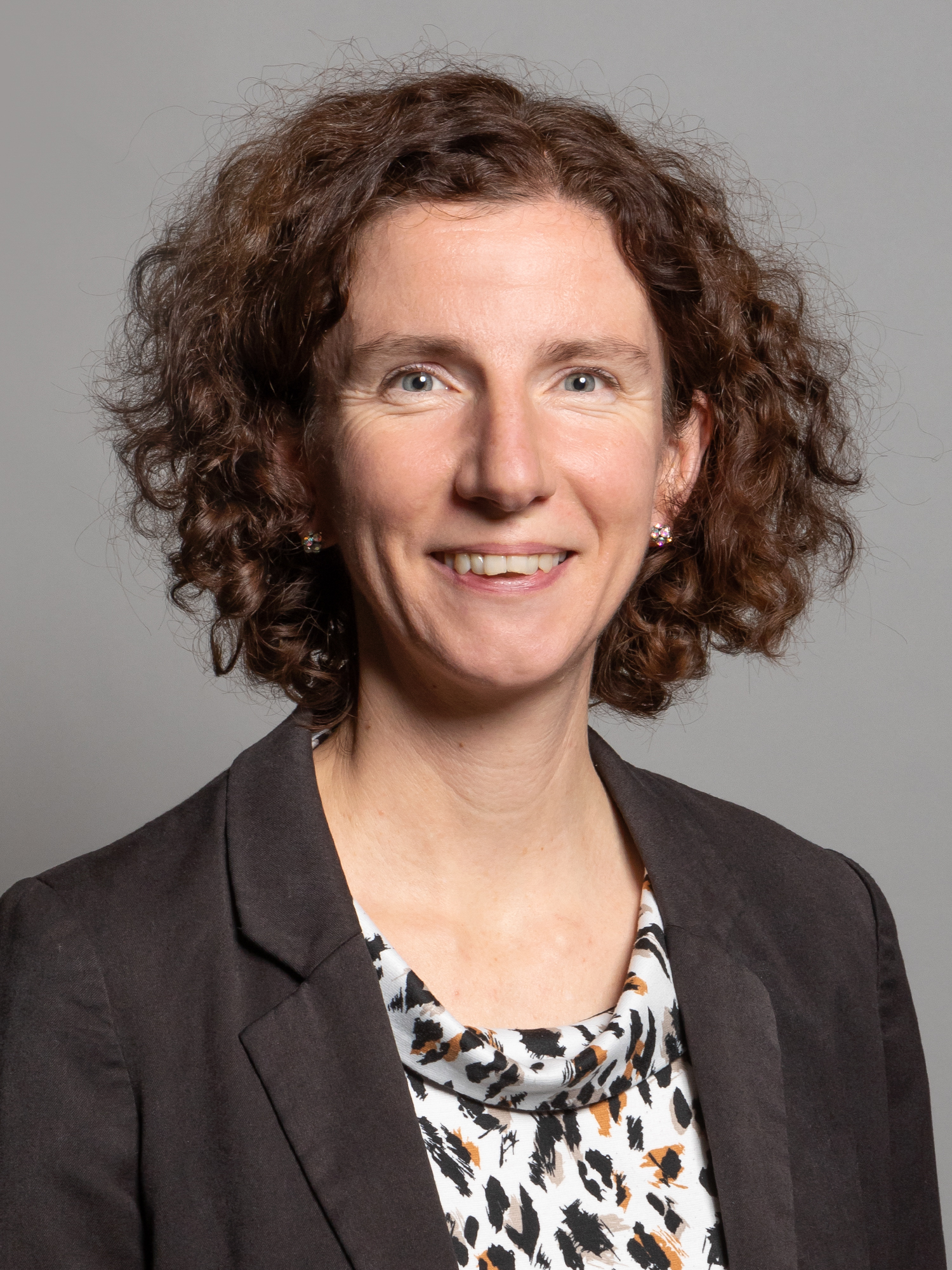
Anneliese Dodds (* 1978)

- Dodds, Baby (1898–1959), US-amerikanischer Jazz-Schlagzeuger
- Dodds, Diane (* 1958), britische Politikerin (Democratic Unionist Party), MdEP
- Dodds, Eric Robertson (1893–1979), nordirischer Altphilologe
- Dodds, Francis H. (1858–1940), US-amerikanischer Politiker
- Dodds, Gil (1918–1977), US-amerikanischer Mittelstreckenläufer
- Dodds, Jane (* 1963), walisische Politikerin (Liberal Democrats)
- Dodds, Jock (1915–2007), schottischer Fußballspieler
- Dodds, Joe (1887–1965), schottischer Fußballspieler
- Dodds, Johnny (1892–1940), amerikanischer Jazz-Klarinettist
- Dodds, Megan (* 1970), US-amerikanische Schauspielerin und Drehbuchautorin
- Dodds, Mitchell (* 1989), australischer Rugby-League-Spieler
- Dodds, Nigel (* 1958), nordirischer Politiker (DUP)
- Dodds, Ozro J. (1840–1882), US-amerikanischer Politiker (Demokratische Partei)
- Dodds, Richard (* 1959), englischer Hockeyspieler
- Doddy (* 1988), rumänischer Sänger, Rapper und Musikproduzent

### Dode
- Dode de la Brunerie, Guillaume (1775–1851), Marschall von Frankreich
- Dode, Petro (* 1924), albanischer kommunistischer Politiker
- Dodean, Adrian (* 1985), rumänischer Tischtennisspieler
- Dodean, Daniela (* 1988), rumänische Tischtennisspielerin
- Dodeigne, Eugène (1923–2015), französischer Bildhauer
- Dodel, Franz (* 1949), Schweizer Schriftsteller und Theologe
- Dodel, Karl Abraham († 1770), deutscher Baumeister und Architekt
- Dodel, Wilhelm (1850–1934), deutscher Jurist
- Dodel, Wilhelm (1907–1944), deutscher Maler der Neuen Sachlichkeit
- Dodel-Port, Arnold (1843–1908), Schweizer Botaniker
- Dodell, Benjamin (* 1975), Schweizer Kulturmanager, Verleger, Künstler und Musiker
- Dodell, Renate (* 1952), bayerische Politikerin (CSU), MdL
- Dodémont, Sophie (* 1973), französische Bogenschützin
- Doden, Dennis (* 1993), deutscher Handballspieler
- Doden, Wilhelm (1919–1994), deutscher Ophthalmologe und Hochschullehrer
- Dodenhoff, Heinz (1889–1981), deutscher Maler und Lyriker
- Dodenhoff, Rudolf (1917–1992), deutscher Fotograf
- Dodenhoff, Wilhelm (1920–2022), deutscher Jurist
- Doder, Dalibor (* 1979), schwedischer Handballspieler
- Doder, Tihomir (* 1979), serbischer Handballspieler
- Doderer, Beatrix (* 1966), deutsche Schauspielerin und Kabarettistin
- Doderer, Carl Wilhelm Christian von (1825–1900), deutsch-österreichischer Architekt
- Doderer, Gerhard Otto (* 1944), deutscher Musikforscher und Hochschullehrer
- Doderer, Heimito von (1896–1966), österreichischer SchriftstellerHeimito von Doderer (1896–1966)

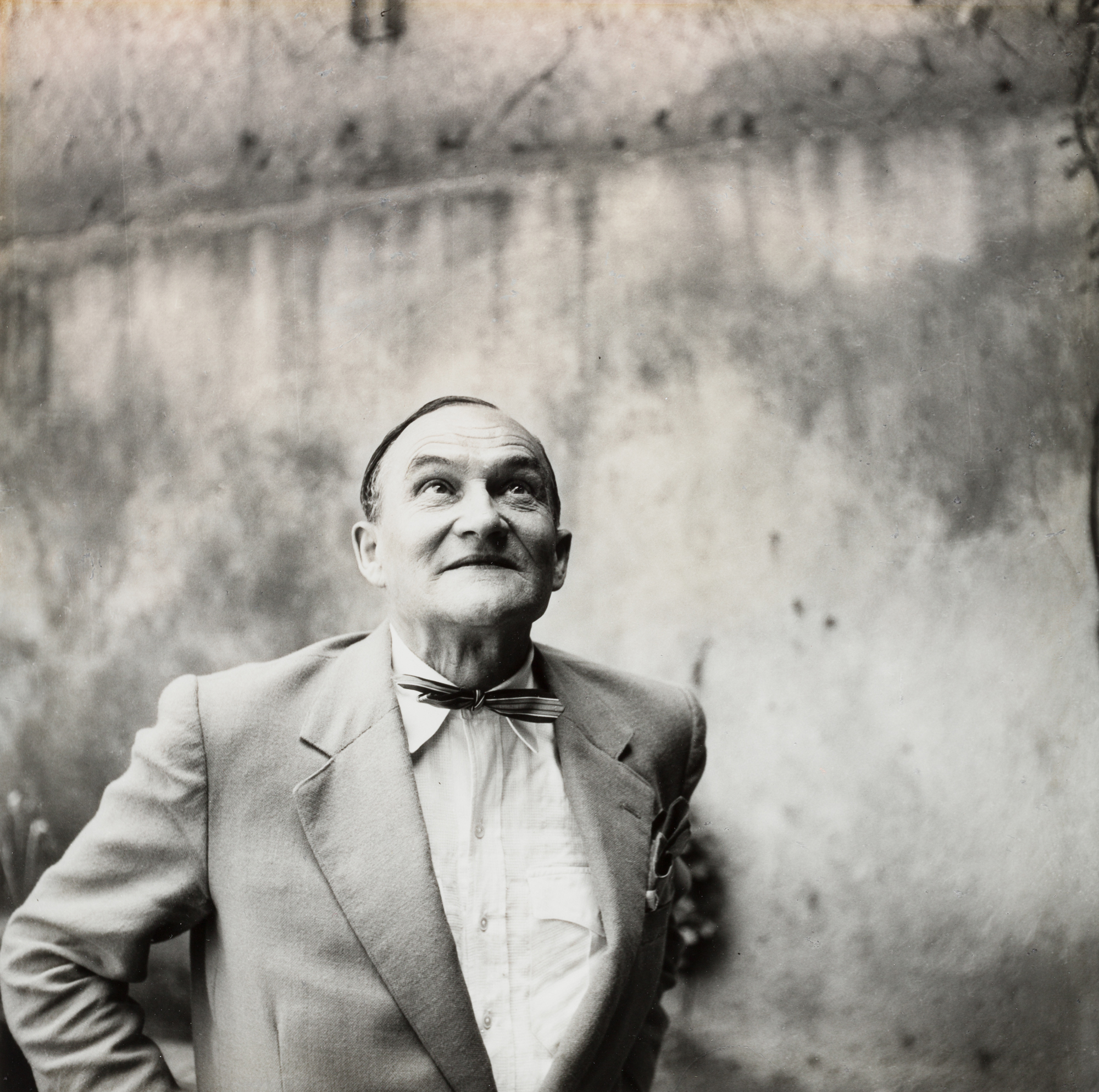
Heimito von Doderer (1896–1966)

- Doderer, Johanna (* 1969), österreichische Komponistin der Moderne
- Doderer, Klaus (1925–2023), deutscher Kinder- und Jugendbuchforscher
- Doderer, Otto (1892–1962), deutscher Schriftsteller, Journalist, Redakteur und Literaturkritiker
- Doderer, Richard Gottlieb Wilhelm von (1876–1955), österreichischer Ingenieur und Unternehmer
- Doderer, Wilhelm Carl Gustav von (1854–1932), österreichischer Architekt, Ingenieur und Bauunternehmer
- Doderer, Yvonne P. (* 1959), deutsche Architektin und Hochschullehrerin
- Doderer-Winkler, Alfred (1929–2019), deutscher Ingenieur und Unternehmer
- Döderlein, Albert (1860–1941), deutscher GynäkologeAlbert Döderlein (1860–1941)

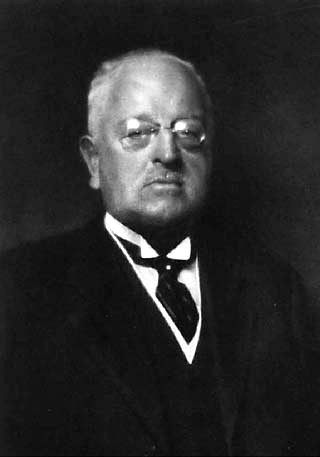
Albert Döderlein (1860–1941)

- Döderlein, Christian Albrecht (1714–1789), Theologe, Gründungsrektor der Universität Bützow, Hochschullehrer
- Döderlein, Fred (1906–1985), deutscher Schauspieler
- Döderlein, Gustav (1893–1980), deutscher Gynäkologe und Geburtshelfer
- Döderlein, Johann Alexander (1675–1745), deutscher Gelehrter
- Döderlein, Johann Christoph (1746–1792), deutscher Theologe
- Döderlein, Ludwig (1855–1936), deutscher Zoologe
- Döderlein, Ludwig von (1791–1863), deutscher klassischer Philologe
- Döderlin, Karl Reinhold (1917–2004), deutscher Schriftsteller
- Dodes, Fritz (* 1944), österreichischer Sportredakteur und Radiosprecher des Österreichischen Rundfunks
- Dodet, Sandra (* 1996), französische Triathletin
- Dodet, Sylvain (* 1974), französischer Triathlet

### Dodg
- Dodge Wilson, Matilda (1883–1967), US-amerikanische Politikerin
- Dodge, Augustus C. (1812–1883), US-amerikanischer Politiker
- Dodge, Brooks (1929–2018), US-amerikanischer Skirennläufer
- Dodge, Charles (* 1942), US-amerikanischer Komponist
- Dodge, Charles G. (1907–1985), US-amerikanischer Offizier, Generalleutnant der US-Army
- Dodge, David (1910–1974), US-amerikanischer Schriftsteller
- Dodge, Edward Samuel (1816–1857), US-amerikanischer Miniaturmaler
- Dodge, Edwin V. (* 1944), kanadischer Eisenbahnmanager
- Dodge, Ernest George (1863–1898), US-amerikanischer Maler und Grafiker
- Dodge, Frances Farrand (1878–1969), US-amerikanische Malerin
- Dodge, Grenville M. (1831–1916), US-amerikanischer Politiker
- Dodge, Henry (1782–1867), US-amerikanischer Politiker
- Dodge, Henry Percival (1870–1936), US-amerikanischer Diplomat
- Dodge, Horace Elgin (1868–1920), US-amerikanischer AutomobilherstellerHorace Elgin Dodge (1868–1920)

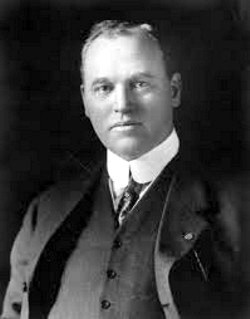
Horace Elgin Dodge (1868–1920)

- Dodge, Jim (* 1945), US-amerikanischer Schriftsteller
- Dodge, Joe (1922–2004), amerikanischer Jazzschlagzeuger
- Dodge, John Francis (1864–1920), US-amerikanischer AutomobilherstellerJohn Francis Dodge (1864–1920)

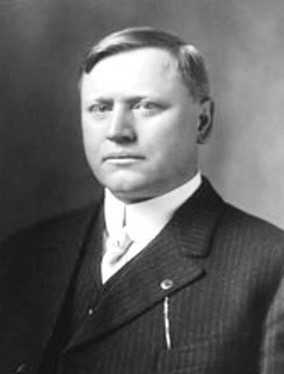
John Francis Dodge (1864–1920)

- Dodge, John Wood (1807–1893), US-amerikanischer Maler
- Dodge, Joseph (1890–1964), US-amerikanischer Banker
- Dodge, Mary Mapes (1831–1905), US-amerikanische Autorin und Herausgeberin von Kinderbüchern und -geschichten
- Dodge, Ray (1900–1985), US-amerikanischer Mittelstreckenläufer
- Dodge, Raymond (1871–1942), US-amerikanischer Neuropsychologe
- Dodge, Theodore Ayrault (1842–1909), US-amerikanischer Offizier und Militärhistoriker
- Dodge, William (1925–1987), US-amerikanischer Bobfahrer
- Dodge, William E. (1805–1883), US-amerikanischer Geschäftsmann und Politiker
- Dodgin, Bill (1931–2000), englischer Fußballspieler und -trainer
- Dodgion, Dottie (1929–2021), US-amerikanische Jazzsängerin und -Schlagzeugerin
- Dodgion, Jerry (1932–2023), US-amerikanischer Jazzmusiker (Altsaxophon, Flöte)
- Dodgson, Claire, Filmeditorin

### Dodi
- Dodi (* 1996), brasilianischer Fußballspieler
- Dodi, Luca (* 1987), italienischer Radrennfahrer
- Dodić, Mladen (* 1969), serbischer Fußballspieler und Fußballtrainer
- Dodić, Stefan (* 2003), serbischer Handballspieler
- Dodie (* 1995), britische Sängerin, Songschreiberin und YouTuberin
- Dodier, Alain (* 1955), französischer Comiczeichner
- Dodig, Ivan (* 1985), bosnisch-kroatischer Tennisspieler
- Dodig, Matej (* 2005), kroatischer Tennisspieler
- Dodig, Petar (* 1996), kroatischer Fußballspieler
- Dodik, Milorad (* 1959), bosnisch-serbischer Politiker (SNSD)Milorad Dodik (* 1959)

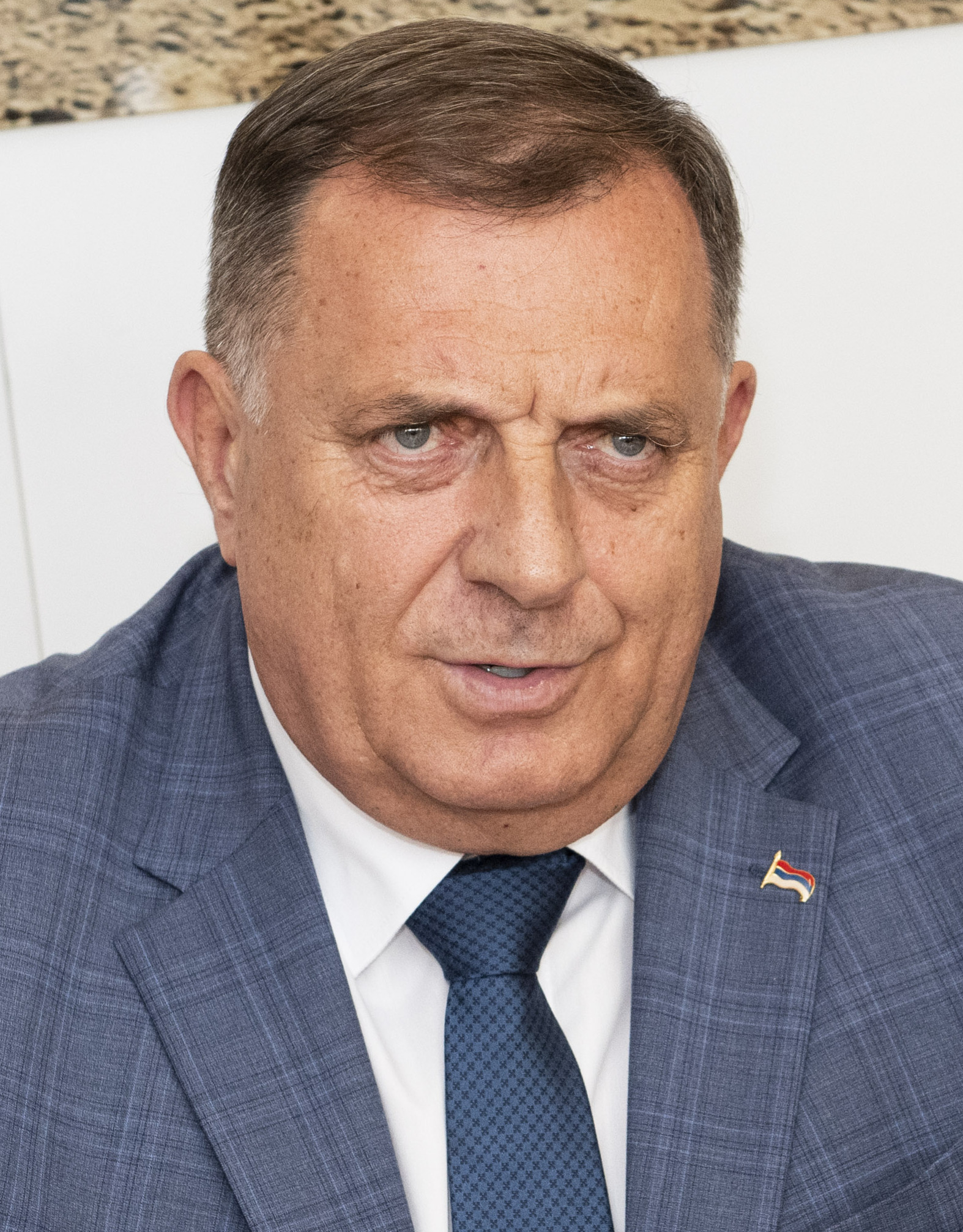
Milorad Dodik (* 1959)

- Dodiko († 1020), Graf im sächsischen Hessengau, Ittergau und Nethegau
- Dodillet, Gustav (1820–1894), deutscher Verwaltungsjurist und Politiker, MdR
- Dodilo († 980), zweiter Bischof von Brandenburg (965/968 bis 980)
- Dodin, Océane (* 1996), französische Tennisspielerin
- Dodin, Patrice (1951–1979), französischer Motorradrennfahrer
- Dodina, Yevgeniya (* 1964), israelische Schauspielerin sowjetischer Herkunft
- Döding, Günter (1930–2005), deutscher Gewerkschafter
- Döding, Thorben (* 1999), deutscher Basketballspieler
- Dodiya, Atul (* 1959), indischer Maler

### Dodl
- Dodlek, Sven (* 1995), slowenisch-kroatischer Fußballspieler

### Dodo
- Dodo († 993), zehnter Bischof von Münster (969–993)
- Dodo (1907–1998), deutsche Malerin und Zeichnerin
- Dodô (* 1974), brasilianischer Fußballspieler
- Dodo (* 1977), Schweizer Reggae- und Raggasänger
- Dodô (Fußballspieler, Juni 1987) (* 1987), brasilianischer Fußballspieler
- Dodô (Fußballspieler, Oktober 1987) (* 1987), brasilianischer Fußballspieler
- Dodô (* 1992), brasilianischer Fußballspieler
- Dodô (* 1994), brasilianischer Fußballspieler
- Dodô (* 1998), brasilianischer Fußballspieler
- Dodo I. († 949), Bischof von Osnabrück
- Dodo, Augustinus († 1502), friesischer Augustiner-Chorherr
- Dodo, George (1956–2022), nigerianischer Geistlicher, römisch-katholischer Bischof von Zaria
- Dodo, Venance (1862–1926), Generalminister des Kapuzinerordens
- Dodoens, Rembert († 1585), flämischer Botaniker und Arzt
- Dodon, Igor (* 1975), moldauischer Politiker und zeitweiliger Vorsitzender der Partei der Sozialisten der Republik Moldau (PSRM)
- Dodonow, Alexander Sergejewitsch (1907–1994), sowjetischer Pilot
- Dodoo, Francis (* 1960), ghanaischer Weitspringer
- Dodoo, Joe (* 1995), englischer Fußballspieler
- Dodowa, Gita (* 1982), bulgarische Dreispringerin

### Dodr
- Dodrimont, Karl (* 1939), deutscher Ringer
- Dodrubchen Jigme Tenpe Nyima (1865–1926), tibetischer Dzogchen-Meister und Gelehrter der Nyingma-Schule des tibetischen Buddhismus

### Dods
- Dodson, Aidan (* 1962), britischer Ägyptologe
- Dodson, Betty (1929–2020), US-amerikanische Autorin und SexualaufklärerinBetty Dodson (1929–2020)

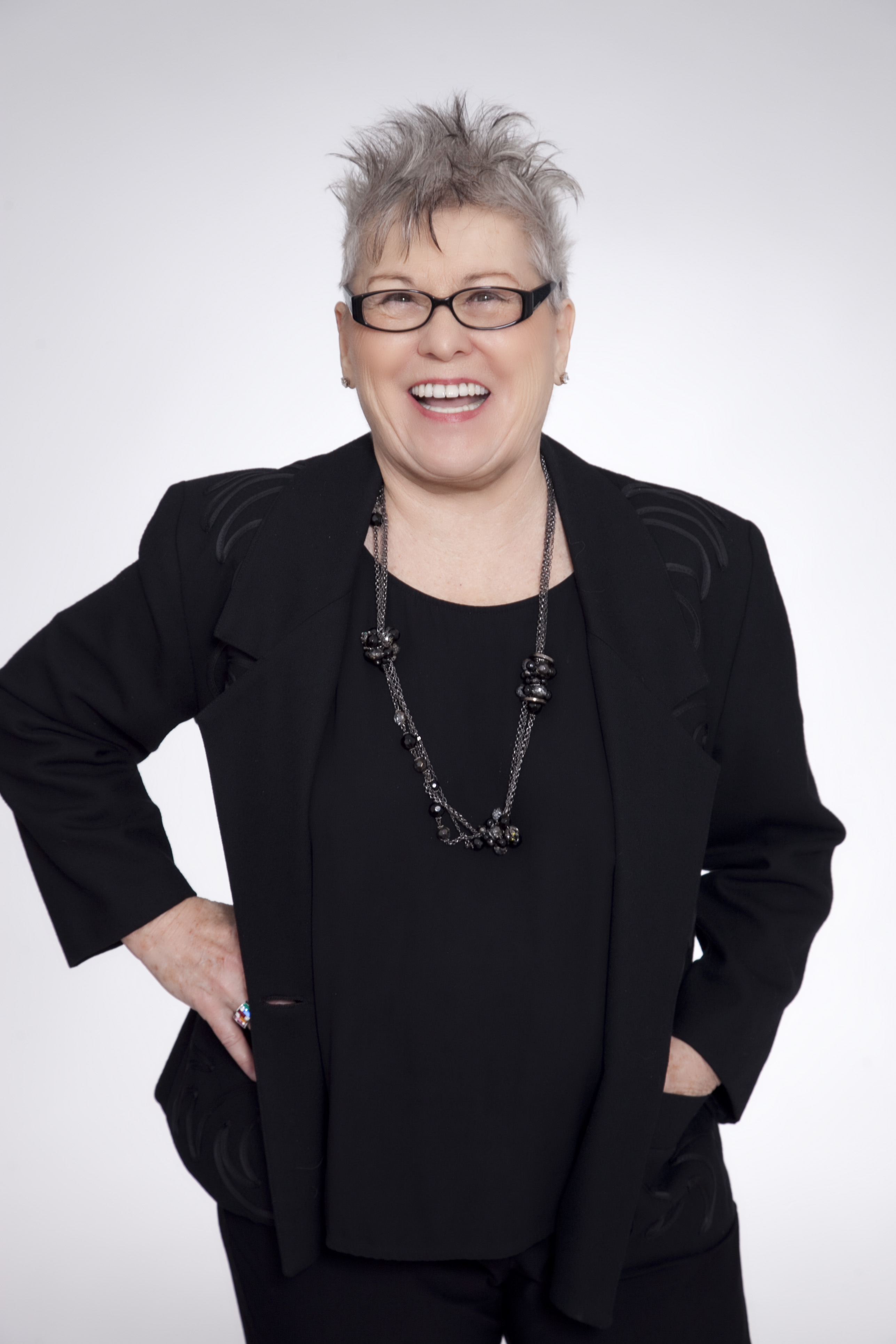
Betty Dodson (1929–2020)

- Dodson, Derek (1920–2003), britischer Diplomat
- Dodson, Dorothy (1919–2003), US-amerikanische Speerwerferin, Kugelstoßerin und Diskuswerferin
- Dodson, Eleanor (* 1936), australische Mathematikerin und Hochschullehrerin
- Dodson, Jeremy (* 1987), US-amerikanisch-samomanischer Sprinter
- Dodson, John Dillingham (1879–1955), US-amerikanischer Psychologe
- Dodson, John, 1. Baron Monk Bretton (1825–1897), britischer Politiker, Unterhausabgeordneter und Peer
- Dodson, John, 3. Baron Monk Bretton (1924–2022), britischer Peer und Politiker (Conservative Party)
- Dodson, Marge, US-amerikanische Pop- und Jazzsängerin
- Dodson, Matt (* 1971), australischer Basketballtrainer
- Dodson, Peter (* 1946), US-amerikanischer Wirbeltier-Paläontologe
- Dodson, Robin Bell (* 1956), US-amerikanische Poolbillard-Spielerin
- Dodson, Sarah Paxton Ball (1847–1906), amerikanische Malerin
- Dodson, Terry, US-amerikanischer Comiczeichner

### Dodt
- Dodt van Flensburg, Johannes Jacobus (1795–1847), deutscher Lehrer, Bibliothekar und Mathematik- und Kirchenhistoriker
- Dodt, Eberhard (1923–1994), deutscher Mediziner

### Dodw
- Dodwell, Ben (* 1972), australischer Ruderer
- Dodwell, Charles Reginald (1922–1994), britischer Kunsthistoriker
- Dodwell, Edward (1767–1832), britischer Altertumsforscher
- Dodwell, George F. (1879–1963), australischer Astronom
- Dodwell-Maler, griechischer Vasenmaler

### Dody
- Dodyk, Ryan (* 1996), kanadischer Radrennfahrer